# Judith von Closen
Titre
Princesse Consort de Hohenzollern
5 juillet 1738 – 9 mai 1743
(4 ans, 10 mois et 4 jours)
Judith (Maria Judith Katharina Philippina) comtesse von Closen, née à Munich le 30 avril 1718 et décédée à Sigmaringen le 9 mai 1743 est une princesse-consort de la maison de Hohenzollern-Sigmaringen. Elle est la fille de Karl Georg Franz Anton von Closen (+ 1739) et de Felizitas Maria Theresia von Montfort (1680-1764).

## Biographie
Elle épouse le 5 juillet 1738 Joseph de Hohenzollern-Sigmaringen, alors prince régnant et devient dès lors princesse-consort de Hohenzollern-Sigmaringen.
Trois enfants (dont aucun n'atteindra l'âge adulte) naissent de cette seconde union :
- Charles Albert Joseph (Karl Albert Joseph) de Hohenzollern-Sigmaringen (Sigmaringen 24 mars 1741 - Sigmaringen 23 mai 1741)
- Amélie (Maria Amalia Josepha) de Hohenzollern-Sigmaringen (Sigmaringen 29 mai 1742 - Sigmaringen 27 août 1742)
- Thérèse (Maria Theresia Philippina) de Hohenzollern-Sigmaringen (Sigmaringen 15 avril 1743 - Sigmaringen 11 août 1743).

Judith von Closen meurt peu après la naissance de son dernier enfant.